# Lom, Bolgarija
Lom (bolgarsko Лом) je mesto v oblasti Montana v severozahodni Bolgariji in sedež istoimenske občine, ki leži na desnem bregu reke Donave ob meji z Romunijo.
Leta 2011 je mesto imelo 22.500 prebivalcev, občina pa 28.000.